# Phoenetia Browne
Phoenetia Maiya Lureen Browne (sinh ngày 22 tháng 4 năm 1994) là một cầu thủ bóng đá người Mỹ gốc Saint Kitts và Nevis, đóng vai trò là tiền đạo cho câu lạc bộ Phần Lan Åland United và đội tuyển quốc gia Saint Kitts và Nevis.

## Bàn thắng quốc tế
Tỉ số và kết quả liệt kê bàn thắng của Saint Kitts và Nevis trước
| Số | Ngày                     | Địa điểm                                                           | Đối thủ                                  | Ghi bàn | Tỉ số    | Cuộc thi                                |
| -- | ------------------------ | ------------------------------------------------------------------ | ---------------------------------------- | ------- | -------- | --------------------------------------- |
| 1  | 23 tháng 5 năm 2014      | Học viện quốc gia TCIFA, Providenciales, Turks và Caicos Quần đảo  | liên_kết=\|viền Quần đảo Cayman          | 1 ăn0   | 5 Lốc0   | Cúp Caribbean 2014 của CFU              |
| 2  | 23 tháng 5 năm 2014      | Học viện quốc gia TCIFA, Providenciales, Turks và Caicos Quần đảo  | liên_kết=\|viền Quần đảo Cayman          | 2 12    | 5 Lốc0   | Cúp Caribbean 2014 của CFU              |
| 3  | 23 tháng 5 năm 2014      | Học viện quốc gia TCIFA, Providenciales, Turks và Caicos Quần đảo  | liên_kết=\|viền Quần đảo Cayman          | 5 ăn0   | 5 Lốc0   | Cúp Caribbean 2014 của CFU              |
| 4  | 25 tháng 5 năm 2014      | Học viện quốc gia TCIFA, Providenciales, Turks và Caicos Quần đảo  | liên_kết=\|viền Quần đảo Turks và Caicos | 1 ăn0   | 4 Phi0   | Cúp Caribbean 2014 của CFU              |
| 5  | 25 tháng 5 năm 2014      | Học viện quốc gia TCIFA, Providenciales, Turks và Caicos Quần đảo  | liên_kết=\|viền Quần đảo Turks và Caicos | 2 12    | 4 Phi0   | Cúp Caribbean 2014 của CFU              |
| 6  | 27 tháng 5 năm 2014      | Học viện quốc gia TCIFA, Providenciales, Turks và Caicos Quần đảo  | liên_kết=\|viền Bermuda                  | 1 LẦN2  | 1 Lốc3   | Cúp Caribbean 2014 của CFU              |
| 7  | 24 tháng 8 năm 2014      | Sân vận động Hasely Crawford, Cảng Tây Ban Nha, Trinidad và Tobago | liên_kết=\|viền Antigua và Barbuda       | 2 C11   | 2 trận1  | Cúp Caribbean 2014 của CFU              |
| 8  | 23 tháng 5 năm 2018      | Sân vận động Ato Boldon, Couva, Trinidad và Tobago                 | liên_kết=\|viền Grenada                  | 2 12    | 10 trận0 | Vòng loại Giải vô địch nữ CONCACAF 2018 |
| 9  | 23 tháng 5 năm 2018      | Sân vận động Ato Boldon, Couva, Trinidad và Tobago                 | liên_kết=\|viền Grenada                  | 5 ăn0   | 10 trận0 | Vòng loại Giải vô địch nữ CONCACAF 2018 |
| 10 | Ngày 25 tháng 5 năm 2018 | Sân vận động Ato Boldon, Couva, Trinidad và Tobago                 | liên_kết=\|viền Trinidad và Tobago       | 1 ăn0   | 1111     | Vòng loại Giải vô địch nữ CONCACAF 2018 |
| 11 | 27 tháng 5 năm 2018      | Sân vận động Ato Boldon, Couva, Trinidad và Tobago                 | liên_kết=\|viền Quần đảo Virgin thuộc Mỹ | 1 ăn0   | 7 Cung0  | Vòng loại Giải vô địch nữ CONCACAF 2018 |
| 12 | 27 tháng 5 năm 2018      | Sân vận động Ato Boldon, Couva, Trinidad và Tobago                 | liên_kết=\|viền Quần đảo Virgin thuộc Mỹ | 2 12    | 7 Cung0  | Vòng loại Giải vô địch nữ CONCACAF 2018 |
| 13 | 27 tháng 5 năm 2018      | Sân vận động Ato Boldon, Couva, Trinidad và Tobago                 | liên_kết=\|viền Quần đảo Virgin thuộc Mỹ | 4 12    | 7 Cung0  | Vòng loại Giải vô địch nữ CONCACAF 2018 |